# Station Folkestone Central
Folkestone Central is een spoorwegstation van National Rail in Folkestone, Shepway in Engeland. Het station is eigendom van Network Rail en wordt beheerd door Southeastern. 

## Binnenlandse hogesnelheidstreinen
- 1x per uur Regionale hogesnelheidstrein Londen St Pancras - Stratford International - Ebbsfleet International - Ashford International - Folkestone West - Folkestone Central - Dover Priory